# Aníbal Ciocca
Aníbal Ciocca (23 de julho de 1915 – 7 de novembro de 1981) foi um futebolista uruguaio.
Ele é um dos grandes ídolos do Nacional, onde jogou de 1931 a 1946, vindo do pequeno Montevideo Wanderers, onde começou a carreira. Ganhou sete campeonatos uruguaios pelos tricolores, cinco deles seguidos (entre 1939 e 1943, além de um bi em 1933 e 1934). Realizou 21 partidas, com sete gols marcados, pelo Uruguai, disputando três Sul-Americanos pela Celeste, em 1935, 1939 e 1942, tendo conquistado o primeiro e o último que participou e sendo vice no outro.
Sua elegância o fez ser conhecido como El Príncipe. Enzo Francescoli, que também começou a carreira no Wanderers, por ter um estilo semelhante, ficaria conhecido pela mesma alcunha em referência a Ciocca.